# Epibryon cryptosphaericum
Epibryon cryptosphaericum är en svampart som beskrevs av Döbbeler 1979. Epibryon cryptosphaericum ingår i släktet Epibryon och familjen Pseudoperisporiaceae.   Inga underarter finns listade i Catalogue of Life.